# Bulbophyllum medusae
Bulbophyllum medusae (tên tiếng Anh là Medusa's Bulbophyllum) là một loài phong lan. Loài phong lan này được đặt tên theo Gorgon Medusa trong thần thoại Hy Lạp do đài hoa cạnh của nó dài trông giống những con rắn tạo thành tóc của Medusa. Đây là một loài phong lan biểu sinh từ Bán đảo Mã Lai, Thái Lan và Borneo.

## Hình ảnh

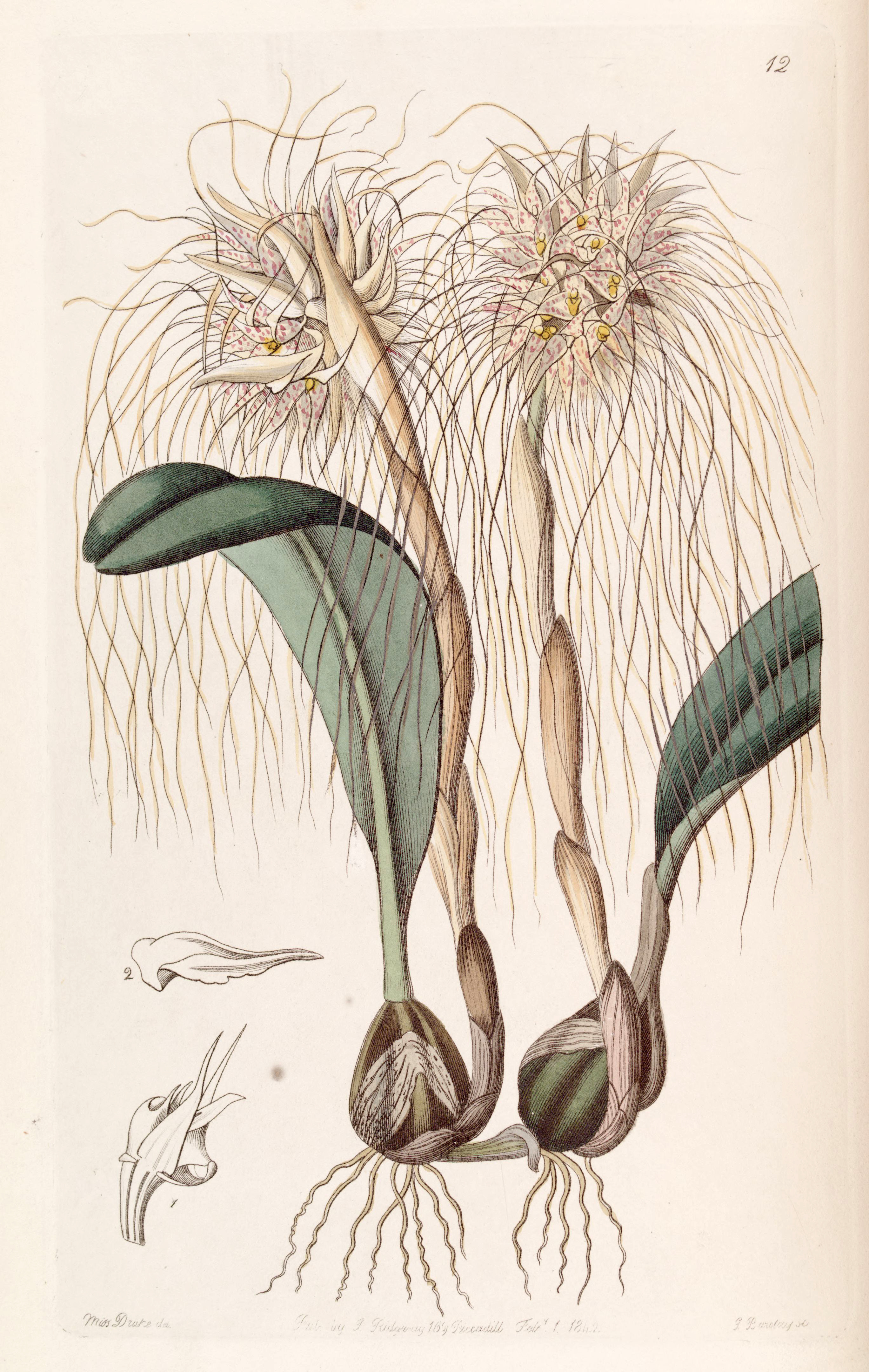
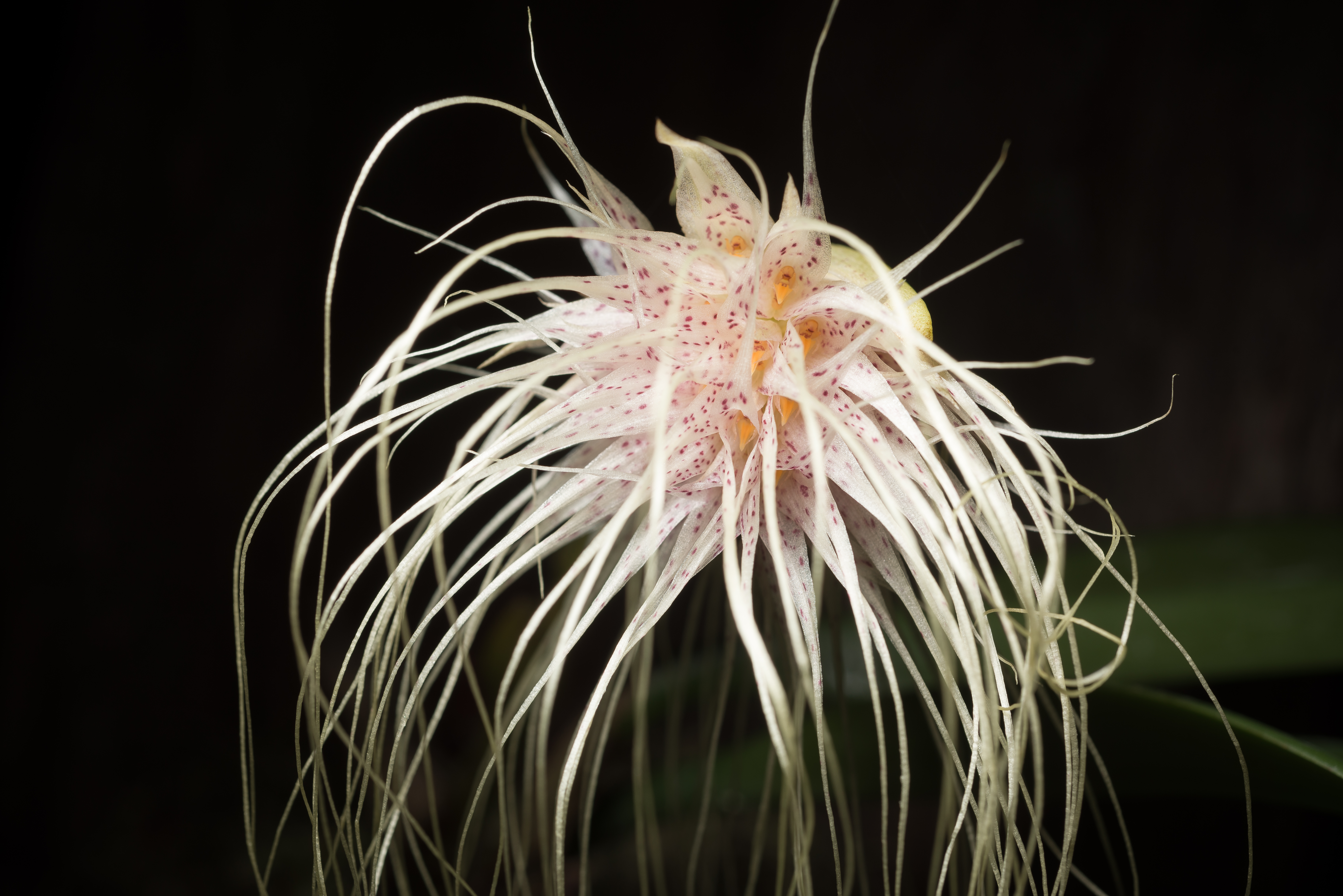
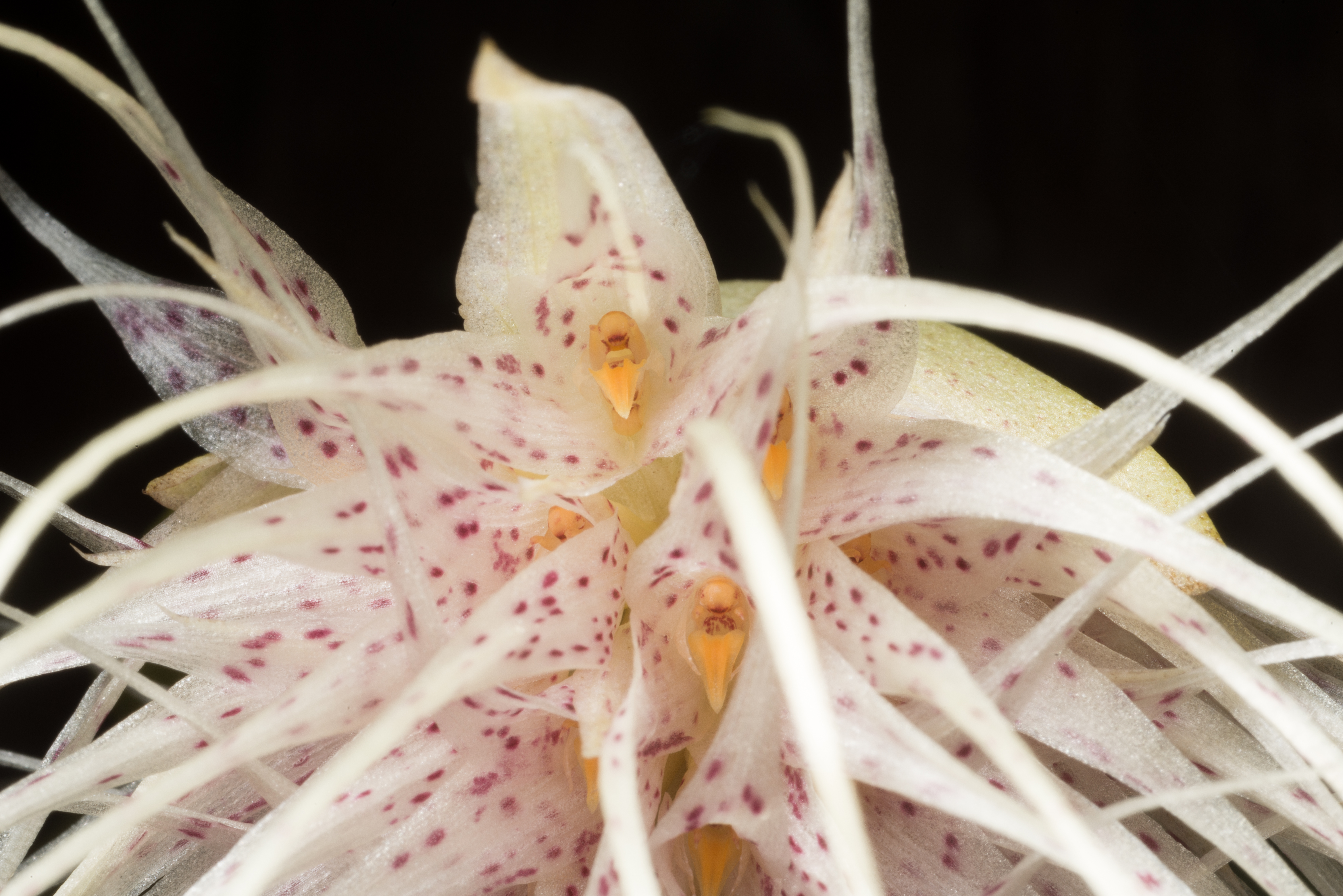
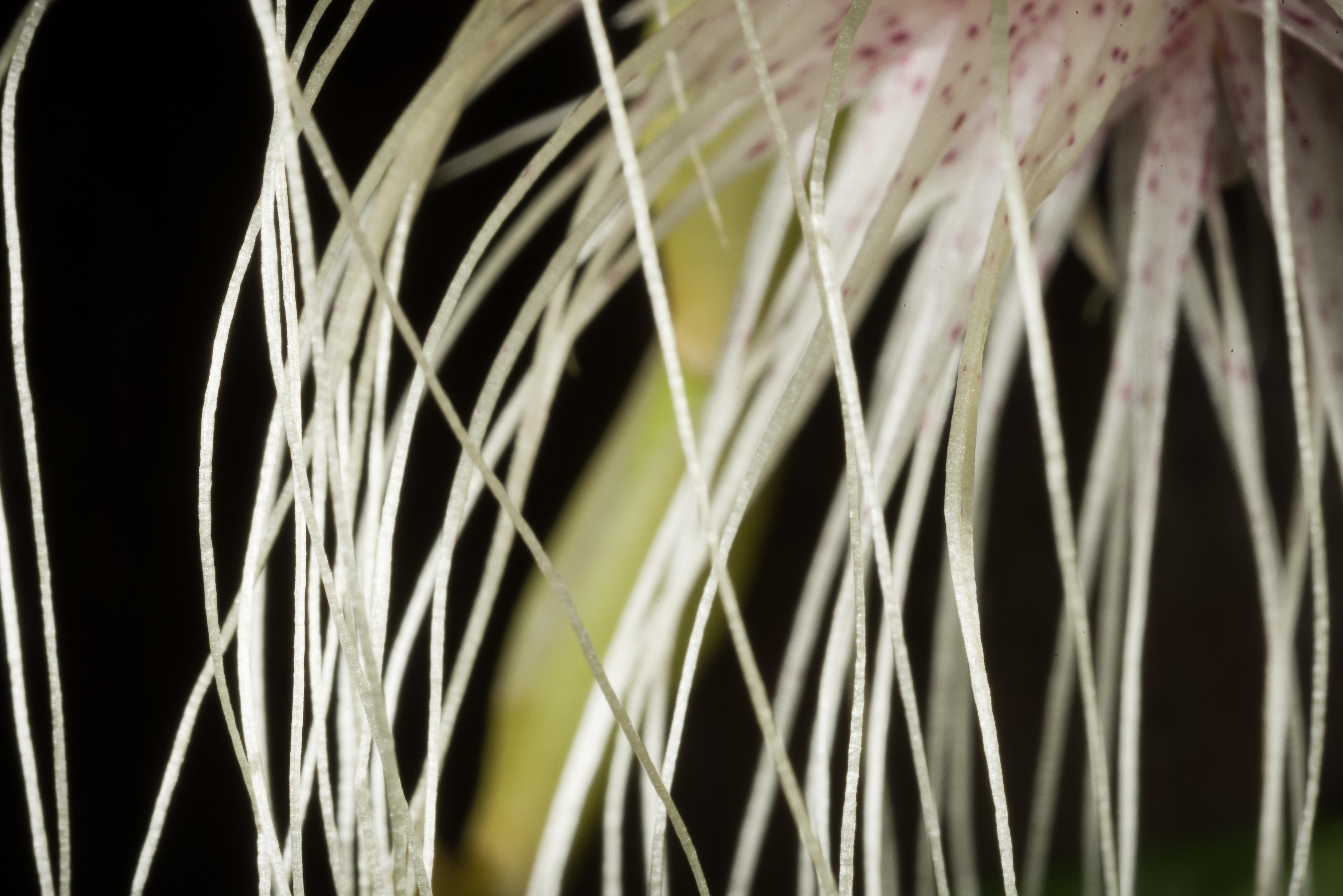